# Zhang Xueling
Zhang Xueling (* 7. Mai 1983 in Peking) ist eine singapurische Tischtennisspielerin, die seit 1999 international auftritt. Sie nahm bisher (2016) an vier Weltmeisterschaften und einmal an Olympischen Spielen teil. Ihre größten Erfolge erzielte sie bei Kontinentalturnieren.

## Werdegang
Zhang Xueling ist in China geboren, tritt aber unter der Flagge Singapurs an. Als 14-Jährige übersiedelte sie von China nach Singapur und nahm 2001 die Staatsbürgerschaft Singapurs an. Ihre ersten internationalen Auftritte erfolgten 1999 bei ITTF-Pro-Tour-Turnieren.
Acht Gold- und vier Silbermedaillen gewann sie bei Commonwealth Turnieren:
- 2000 Commonwealth-Meisterschaften: Bronze im Einzel, Silber im Doppel mit Sun Li Nan, Gold im Mixed mit Cai Xiaoli
- 2001 Commonwealth-Meisterschaften: Bronze im Einzel, Silber im Doppel mit Tan Paey Fern, Silber im Mixed mit Cai Xiaoli
- 2004 Commonwealth-Meisterschaften: Silber im Einzel, Gold im Doppel mit Tan Paey Fern, Gold im Mixed mit Cai Xiaoli, Gold mit der Mannschaft
- 2002 Commonwealth Games: Gold mit der Mannschaft
- 2006 Commonwealth Games: Gold im Einzel, Gold im Doppel mit Li Jia Wei, Gold im Mixed mit Yang Zi, Gold mit der Mannschaft

Ebenso dominant zeigte sie sich bei Südost-Asienmeisterschaften und Südostasienspielen, wo sie insgesamt elfmal siegte und viermal Zweite wurde:
- 2002 Südost-Asienmeisterschaft: Gold im Einzel, Silber im Mixed mit Cai Xiaoli, Gold mit der Mannschaft
- 2004 Südost-Asienmeisterschaft: Bronze im Einzel, Silber im Doppel mit Tan Paey Fern, Gold mit der Mannschaft
- 2006 Südost-Asienmeisterschaft: Gold im Einzel, Gold im Doppel mit Tan Paey Fern, Gold im Mixed mit Yang Zi, Gold mit der Mannschaft
- 2003 Südostasienspiele: Silber im Einzel, Silber im Doppel mit Tan Paey Fern, Gold mit der Mannschaft
- 2005 Südostasienspiele: Gold im Einzel, Gold im Doppel mit Li Jia Wei, Gold im Mixed mit Yang Zi, Gold mit der Mannschaft

Von 2003 bis 2006 nahm sie an vier Weltmeisterschaften teil, kam dabei jedoch nie in die Nähe von Medaillenrängen. 2004 qualifizierte sie sich für die Teilnahme an den Olympischen Spielen. Hier erreichte sie nach Siegen über Jasna Fazlić-Reed (USA), Lee Eun-sil (Südkorea) und Ai Fujinuma (Japan) das Viertelfinale, wo sie gegen die Nordkoreanerin Kim Hyang-mi ausschied. Im Doppel mit Tan Paey Fern gewann sie gegen Jasna Fazlić-Reed/Whitney Ping (USA) und Mihaela Steff/Adriana Zamfir (Rumänien), verlor danach jedoch gegen Südkoreanerinnen Lee Eun-sil/Suk Eun-mi.
In der Saison 2006/07 spielte Zhang Xueling mit dem niederländischen Club TTV Fürst Heerlen in der Championsleague.
In der ITTF-Weltrangliste belegte sie von Juli bis September 2006 Platz 31.
2007 beendete Zhang Xueling ihre Karriere als Leistungssportlerin.

## Privat
Zhang Xueling heiratete im September 2006 den singapurischen Tischtennistrainer Zheng Qi, der 2007 tödlich verunglückte.

## Turnierergebnisse
| Verband | Veranstaltung                  | Jahr | Ort             | Land | Einzel        | Doppel        | Mixed     | Team |
| ------- | ------------------------------ | ---- | --------------- | ---- | ------------- | ------------- | --------- | ---- |
| SIN     | Asienmeisterschaft ATTU        | 2005 | Jeju-do         | KOR  | letzte 16     |               |           |      |
| SIN     | Asienmeisterschaft ATTU        | 2003 | Bangkok         | THA  | letzte 16     |               |           |      |
| SIN     | Asian Cup                      | 2006 | Kobe            | JPN  | 9. Platz      |               |           |      |
| SIN     | Asian Cup                      | 2000 | Mumbai          | IND  | Halbfinale    |               |           |      |
| SIN     | Asienspiele                    | 2006 | Doha            | QAT  |               |               |           | 2    |
| SIN     | Commonwealth Meistersch.       | 2004 | Kuala Lumpur    | MAS  | Silber        | Gold          | Gold      | 1    |
| SIN     | Commonwealth Meistersch.       | 2001 | New Delhi       | IND  | Halbfinale    | Silber        | Silber    |      |
| SIN     | Commonwealth Meistersch.       | 2000 | Singapur        | SIN  | Halbfinale    | Silber        | Gold      |      |
| SIN     | Commonwealth Spiele            | 2006 | Melbourne       | AUS  | Gold          | Gold          | Gold      | 1    |
| SIN     | Commonwealth Spiele            | 2002 | Manchester      | ENG  |               |               |           | 1    |
| SIN     | ITTF Pro Tour                  | 2006 | Bayreuth        | GER  | letzte 64     | letzte 16     |           |      |
| SIN     | ITTF Pro Tour                  | 2006 | St Petersburg   | RUS  | letzte 32     | Halbfinale    |           |      |
| SIN     | ITTF Pro Tour                  | 2006 | Singapur        | SIN  | letzte 32     | Viertelfinale |           |      |
| SIN     | ITTF Pro Tour                  | 2006 | Kunshan         | CHN  | Viertelfinale | letzte 16     |           |      |
| SIN     | ITTF Pro Tour                  | 2006 | Taipei          | TPE  | letzte 32     | letzte 16     |           |      |
| SIN     | ITTF Pro Tour                  | 2006 | Jeonju          | KOR  | letzte 16     | letzte 16     |           |      |
| SIN     | ITTF Pro Tour                  | 2006 | Zagreb          | HRV  | letzte 32     | Halbfinale    |           |      |
| SIN     | ITTF Pro Tour                  | 2006 | Velenje         | SVN  | letzte 16     | Halbfinale    |           |      |
| SIN     | ITTF Pro Tour                  | 2005 | Yokohama        | JPN  | letzte 16     | letzte 16     |           |      |
| SIN     | ITTF Pro Tour                  | 2005 | Shenzhen        | CHN  |               | letzte 16     |           |      |
| SIN     | ITTF Pro Tour                  | 2005 | Harbin          | CHN  |               | Silber        |           |      |
| SIN     | ITTF Pro Tour                  | 2005 | Fort Lauderdale | USA  | letzte 32     | Halbfinale    |           |      |
| SIN     | ITTF Pro Tour                  | 2005 | Taipei          | TPE  | letzte 32     | Viertelfinale |           |      |
| SIN     | ITTF Pro Tour                  | 2005 | Suncheon        | KOR  | letzte 32     | Gold          |           |      |
| SIN     | ITTF Pro Tour                  | 2005 | Zagreb          | HRV  | letzte 32     |               |           |      |
| SIN     | ITTF Pro Tour                  | 2005 | Velenje         | SLO  | letzte 16     | Viertelfinale |           |      |
| SIN     | ITTF Pro Tour                  | 2004 | Kobe            | JPN  | letzte 16     |               |           |      |
| SIN     | ITTF Pro Tour                  | 2004 | Singapur        | SIN  | letzte 32     |               |           |      |
| SIN     | ITTF Pro Tour                  | 2004 | Kairo           | EGY  | letzte 16     | letzte 16     |           |      |
| SIN     | ITTF Pro Tour                  | 2004 | Athen           | GRE  | letzte 64     |               |           |      |
| SIN     | ITTF Pro Tour                  | 2003 | Johor Bahru     | MAS  | Viertelfinale | Halbfinale    |           |      |
| SIN     | ITTF Pro Tour                  | 2003 | Kobe            | JPN  | letzte 64     |               |           |      |
| SIN     | ITTF Pro Tour                  | 2003 | Guangzhou       | CHN  | letzte 32     |               |           |      |
| SIN     | ITTF Pro Tour                  | 2003 | Jeju-Si         | KOR  | letzte 64     | Viertelfinale |           |      |
| SIN     | ITTF Pro Tour                  | 2003 | Kroatien        | HRV  | letzte 32     | letzte 16     |           |      |
| SIN     | ITTF Pro Tour                  | 2002 | Eindhoven       | NED  | letzte 32     | Viertelfinale |           |      |
| SIN     | ITTF Pro Tour                  | 2002 | Magdeburg       | GER  | letzte 32     |               |           |      |
| SIN     | ITTF Pro Tour                  | 2002 | Kobe            | JPN  | letzte 16     | letzte 16     |           |      |
| SIN     | ITTF Pro Tour                  | 2002 | Gangneung City  | KOR  | letzte 32     |               |           |      |
| SIN     | ITTF Pro Tour                  | 2002 | Qingdao City    | CHN  |               | letzte 16     |           |      |
| SIN     | ITTF Pro Tour                  | 2002 | Doha            | QAT  | letzte 32     | letzte 16     |           |      |
| SIN     | ITTF Pro Tour                  | 2002 | Wels            | AUT  | letzte 64     |               |           |      |
| SIN     | ITTF Pro Tour                  | 2001 | Skövde          | SWE  | Rd 1          | letzte 16     |           |      |
| SIN     | ITTF Pro Tour                  | 2001 | Hainan          | CHN  | letzte 16     | Viertelfinale |           |      |
| SIN     | ITTF Pro Tour                  | 2001 | Doha            | QAT  | Viertelfinale | letzte 16     |           |      |
| SIN     | ITTF Pro Tour                  | 2000 | Umeå            | SWE  | Rd 1          | Viertelfinale |           |      |
| SIN     | ITTF Pro Tour                  | 2000 | Warschau        | POL  | letzte 32     | Rd 1          |           |      |
| SIN     | ITTF Pro Tour                  | 2000 | Toulouse        | FRA  | letzte 32     | letzte 16     |           |      |
| SIN     | ITTF Pro Tour                  | 2000 | Chang Chun City | CHN  |               | Rd 1          |           |      |
| SIN     | ITTF Pro Tour                  | 1999 | Karlskrona      | SWE  | letzte 16     | Rd 1          |           |      |
| SIN     | ITTF Pro Tour                  | 1999 | Lievin          | FRA  | Rd 1          |               |           |      |
| SIN     | ITTF Pro Tour                  | 1999 | Linz/Wels       | AUT  | Rd 1          | letzte 16     |           |      |
| SIN     | ITTF Pro Tour                  | 1999 | Bremen          | GER  | letzte 32     |               |           |      |
| SIN     | ITTF Pro Tour                  | 1999 | Kobe City       | JPN  | letzte 32     | Rd 1          |           |      |
| SIN     | ITTF Pro Tour                  | 1999 | Guilin          | CHN  | letzte 32     | Rd 1          |           |      |
| SIN     | Olympische Spiele              | 2004 | Athen           | GRE  | Viertelfinale | letzte 16     |           |      |
| SIN     | Pro Tour Grand Finals          | 2005 | Fuzhou          | CHN  |               | Viertelfinale |           |      |
| SIN     | South East Asienmeisterschafts | 2006 | Singapur        | SIN  | Gold          | Gold          | Gold      | 1    |
| SIN     | South East Asienmeisterschafts | 2004 | Ho Chi Min City | VIE  | Halbfinale    | Silber        |           | 1    |
| SIN     | South East Asienmeisterschafts | 2002 | Karawaci        | INA  | Gold          |               | Silber    | 1    |
| SIN     | South East Asienspiele         | 2005 | Manila          | PHI  | Gold          | Gold          | Gold      | 1    |
| SIN     | South East Asienspiele         | 2003 | Hai Duong       | VIE  | Silber        | Silber        |           | 1    |
| SIN     | Weltmeisterschaft              | 2006 | Bremen          | GER  |               |               |           | 9    |
| SIN     | Weltmeisterschaft              | 2005 | Shanghai        | CHN  | letzte 32     | letzte 32     |           |      |
| SIN     | Weltmeisterschaft              | 2004 | Doha            | QAT  |               |               |           | 10   |
| SIN     | Weltmeisterschaft              | 2003 | Paris           | FRA  | letzte 64     | letzte 32     | letzte 64 |      |